# 徐君伍
徐君伍（1919年—？），男，浙江杭州人，中国口腔矫形学专家，曾任中国人民解放军第四军医大学教授、博士生导师。